# Ruth Lyttle Satter
Ruth Lyttle Satter (Nueva York, 8 de marzo de 1923 – 3 de agosto de 1989) fue una botánica estadounidense conocida por su trabajo en los ritmos circadianos de las hojas.

## Trayectoria
Lyttle obtuvo un título de grado en Matemáticas y Física por el Barnard College en 1944 y, después de graduarse, trabajó en los Laboratorios Bell y en la Maxson Company hasta 1947, cuando se centró en la crianza de sus cuatro hijos. En 1964, se matriculó en fisiología vegetal en la Universidad de Connecticut, donde consiguió su doctorado en botánica en 1968. Su tesis doctoral se centró en el control de florecimiento mediante luz roja / luz lejana de la especie sinningia (gloxinia).
En un trabajo postdoctoral en Yale, Lyttle estudió el control de movimientos de las hojas que habían sido descritos inicialmente por el monje francés Jean-Jacques Dortous de Mairan en el siglo XVIII, y por los que publicó una serie de trabajos en los que mostraba la implicación de los flujos K+ y Cl− y de la luz roja y azul en los movimientos rítmicos de las hojas. Los folíolos son normalmente horizontales (abiertos) durante el día y verticales (cerrados) por la noche, lo que indica un ritmo circadiano en la planta. Su trabajo demostró que los movimientos son impulsados por el flujo iónico en las células motoras foliares y que este movimiento persiste independientemente del color de la luz o del ritmo endógeno.
En 1980, Satter se convirtió en profesora residente en la Universidad de Connecticut, donde colaboró con Richard Crain, un bioquímico de lípidos, en descubrir que el ciclo del fosfatidilinositol es el mecanismo básico de transducción de señales luminosas en las células motoras foliares. Se casó con Robert Satter, un juez del Tribunal Superior de Connecticut.
Según la Association for Women in Science (AWIS):
La Dra. Satter es conocida fundamentalmente por su trabajo en los ritmos circadianos de las hojas. Mientras estaba ocupada como investigadora, profesora, madre y esposa, también fue participó activamente en el American Institute of Biological Sciences, la American Society of Plant Physiology, y la AWIS. Le preocupaba que las mujeres tuvieran las mismas oportunidades que los hombres en la ciencia y, en su testamento, estableció un premio para que mujeres que volvían a las ciencias después de un paréntesis en su educación para criar una familia.

## Muerte y legado
Satter murió de leucemia a los 66 años, el 3 de agosto de 1989. En 1990, se estableció en su memoria el Premio Satter de Matemáticas con los fondos donados por Joan S. Birman, que quiso honrar el compromiso de su hermana en la investigación y para animar a mujeres en la ciencia, siendo otorgado el primero en 1991. La Cátedra Ruth Satter en Biología de Plantas fue también establecida en su memoria, para apoyar una cátedra anual en esa área y para promover la relación entre la Universidad de Massachusetts y la Universidad de Connecticut.